# Philadelphia Stock Exchange
Die Philadelphia Stock Exchange (PHLX), heute bekannt als Nasdaq PHLX, ist die erste Wertpapierbörse der USA und die älteste Börse des Landes. Eigentümerin der Börse ist Nasdaq, die sie 2007 für 652 Millionen US-Dollar übernahm. Der Hauptsitz befindet sich in Philadelphia.

## Geschichte
Die Philadelphia Stock Exchange wurde 1790 gegründet, zwei Jahre vor der New York Stock Exchange. Nach dem Zweiten Weltkrieg begann die Philadelphia Stock Exchange, ihre Präsenz über Philadelphia hinaus auszuweiten. 1949 fusionierte sie Börse mit der Baltimore Stock Exchange und 1953 mit der Washington Stock Exchange. Durch assoziierte Mitgliedschaftsvereinbarungen erweiterte die Börse ihre Handelsbasis auf Pittsburgh, Boston und Montreal.
Am 7. November 2007 gab die NASDAQ eine endgültige Vereinbarung zum Kauf von PHLX für 652 Millionen US-Dollar bekannt. Der Abschluss der Transaktion wurde für Anfang 2008 erwartet. Am 24. Juli 2008 wurde die Übernahme abgeschlossen und damit der drittgrößte Optionsmarkt der USA geschaffen. Am 29. Oktober 2012 wurde die Börse aufgrund des Hurrikans Sandy für zwei Tage geschlossen. Zuletzt war die Börse am 12. und 13. März 1888 zwei Tage lang wetterbedingt geschlossen. Seit 2014 werden an der Börse rund 3.600 Aktienoptionen, 15 Indexoptionen und eine Reihe von Devisenoptionen gehandelt. PHLX hält einen Marktanteil von über 16 % im US-Markt für börsennotierte Aktien- und ETF-Optionen.
Im März 2020 kündigte die PHLX aufgrund der COVID-19-Pandemie Pläne an, am 23. März 2020 vorübergehend auf rein elektronischen Handel umzustellen. Zusammen mit der NYSE und der BSE wurde die PHLX am 26. Mai 2020 wiedereröffnet.